# Pawel Schabalin (Fußballspieler)
Pawel Wladimirowitsch Schabalin (russisch Павел Владимирович Шабалин; * 23. Oktober 1988 in Jermak, Kasachische SSR) ist ein kasachischer ehemaliger Fußballspieler, der insgesamt acht Spielzeiten bei Ertis Pawlodar in der Premjer-Liga unter Vertrag stand.

## Karriere

### Verein
Schabalin begann seine Karriere bei Ertis Pawlodar, wo er von 2006 bis 2007 in der zweiten Mannschaft spielte. In der Saison 2007 wurde er zum ersten Mal in der Profi-Mannschaft in der Superliga eingesetzt. Nachdem Pawlodar die Saison 2008 auf dem dritten Tabellenplatz abgeschlossen hatte, nahm der Verein an der Qualifikation zur Europa League 2009/10 teil. Hier gab er sein Debüt am 9. Juli 2009 im Spiel gegen Haladás Szombathely (2:1), als er in der 59. Minute für Wladimir Noskow eingewechselt wurde.
Zur Saison 2014 wechselte er zum FK Aqtöbe, wo er als Stammspieler zum Einsatz kam. Mit Aqtöbe hatte er am 16. Juli 2014 sein erstes Spiel in der Champions League gegen Dinamo Tiflis, das mit einem 0:1-Auswärtssieg endete.

### Nationalmannschaft
Sein Debüt in der kasachischen U-21-Nationalmannschaft gab Schabalin am 29. März 2009 gegen Israel (1:1). Seinen ersten Einsatz für Kasachische Fußballnationalmannschaft absolvierte er in einem Freundschaftsspiel gegen Bulgarien am 4. Juni 2013, als er in der 73. Minute für Ulan Konysbajew eingewechselt wurde.

## Erfolge
- Kasachischer Fußball-Supercup: 2014